# Wojciech Chmielarz
Wojciech Chmielarz (ur. 21 marca 1984 w Gliwicach) – polski pisarz i dziennikarz, autor książek z cyklu Jakub Mortka.

## Życiorys
Publikował między innymi dla „Pulsu Biznesu”, „Polityki” czy „Nowej Fantastyki”.
Dziesięciokrotnie był nominowany do Nagrody Wielkiego Kalibru, w 2015 został jej laureatem za powieść Przejęcie. W 2019 laureat nagrody „Złoty Pocisk” w kategorii najlepszy kryminał 2018, którą otrzymał za książkę Żmijowisko. W 2022 roku został nagrodzony w trakcie Bestsellerów Empiku 2021 za słuchowisko Wilkołak, zrealizowane jako Serial Oryginalny Empik Go na podstawie jego powieści wydanej pod tym samym tytułem. W 2022 otrzymał nagrodę Grand Prix Festiwalu Kryminalna Warszawa za powieść Dług honorowy. W październiku 2023 otrzymał Nagrodę Kryminalnej Piły dla Najlepszej Polskiej Miejskiej Powieści Kryminalnej za powieść Długa noc (Wydawnictwo Marginesy).
Wojciech Chmielarz należy do Stowarzyszenia Unia Literacka

## Twórczość

### Cykl Jakub Mortka
- Podpalacz, 2012[9]
- Farma lalek, 2013[10]
- Przejęcie, 2014[11]
- Osiedle marzeń, 2016[12]
- Cienie, 2018[13]
- Długa noc, 2022[14]
- Rytuał, 2025[15]

### Cykl gliwicki
- Wampir, 2015[16]
- Zombie, 2017[17]
- Wilkołak, 2021[18]

### Cykl z Bezimiennym
- Prosta sprawa, 2020[19]
- Dług honorowy, 2021[20]
- Zwykła przyzwoitość, 2023[21]
- Rodzinny interes, 2024[22]

### Inne
- Królowa głodu, 2014[23]
- Żmijowisko, 2018[24]
- Rana, 2019[25]
- Wyrwa, 2020[26]
- Za granicą, 2023[27]
- Zbędni, 2024[28]